# Can Ferrers Nou
Can Ferrers Nou és una masia de Santa Maria de Besora (Osona) inclosa a l'Inventari del Patrimoni Arquitectònic de Catalunya.

## Descripció
Casa pairal de planta quadrada amb teulada a quatre vessants. Té dos pisos i unes golfes. La façana principal és a llevant, en trobem la porta d'accés amb la llinda (1867). La planta baixa, abans destinada a cavalleries i estables, ha estat transformada en zona de residència, igual que el primer pis. Al centre de la casa hi ha l'escala de planta quadrangular amb claraboia. Al primer pis hi ha una sala que dona pas a les diverses cambres, totes elles amb alcova i d'estil abarrocat. La recent restauració que ha sofert la casa ha estat fidel a les línies mestres de la construcció.

## Història
Diu la tradició que el cognom familiar que donà nom a la pairalia deriva del fet que questa família eren els ferrers del senyor de Besora. A l'entrada es conserva l'escut familiar provinent de l'antiga casa, situada prop de l'actual, en el que es poden veure dos ferrers i una enclusa. Les primeres notícies d'aquesta família daten del 1326. Es coneix l'existència de dues construccions anteriors a l'actual masoveria, i l'antiga casa dels Ferrers, situada on actualment hi ha la Font quan duu el mateix nom, i que és documentada des del segle xiv.